# حكومة الانقاذ الوطني (صنعاء)
حكومة الإنقاذ الوطني أو حكومة بن حبتور هي الحكومة المشكلة من قبل تحالف حزب المؤتمر الشعبي العام وأنصار الله الحوثيون في صنعاء أثناء فترة التدخل العسكري في اليمن والحرب الأهلية اليمنية (2015). لم تحصل الحكومة على الاعتراف الدولي لتزامن تشكيلها مع وجود حكومة بن دغر المعترف بها دوليا والتي شكلها عبد ربه منصور هادي في الرياض في إبريل 2016 كرئيس معترف به لليمن. صنفت حكومة بن حبتور كحكومة أمر واقع، رغم افتقار حكومة بن دغر لموافقة مجلس النواب في صنعاء.
تم تكليف عبد العزيز بن حبتور بتشكيلها بقرار من رئيس المجلس السياسي الأعلى صالح علي الصماد في 2 أكتوبر 2016.
أقر المجلس السياسي الأعلى تشكيلة حكومة الإنقاذ الوطني وتسمية أعضائها في 28 نوفمبر 2016.
تم منحها الثقة من مجلس النواب (جناح صنعاء) في 10 ديسمبر 2016.

## أعضاء الحكومة
| الاسم                   | المنصب                                            |
| ----------------------- | ------------------------------------------------- |
| عبد العزيز بن حبتور     | رئيس مجلس الوزراء                                 |
| حسين عبد الله مقبولي    | نائب رئيس مجلس الوزراء للشؤون الاقتصادية          |
| أكرم عبد الله عطية      | نائب رئيس الوزراء للشؤون الداخلية                 |
| جلال الرويشان           | نائب رئيس الوزراء للشؤون الأمنية                  |
| محمد ناصر العاطفي       | وزير الدفاع                                       |
| محمد عبد الله القوسي    | وزير الداخلية                                     |
| صالح أحمد شعبان         | وزير المالية                                      |
| هشام شرف عبد الله       | وزير الخارجية                                     |
| ياسر أحمد سالم العواضي  | وزير التخطيط والتعاون الدولي                      |
| ذياب محسن بن معيلي      | وزير النفط والثروات المعدنية                      |
| علي بن علي القيسي       | وزير الإدارة المحلية                              |
| أحمد عبد الله عقبات     | وزير العدل                                        |
| طلال عقلان              | وزير الخدمة المدنية والتأمينات                    |
| غالب عبد الله مطلق      | وزير الأشغال العامة والطرق                        |
| زكريا يحيى الشامي       | وزير النقل                                        |
| فائقة السيد باعلوي      | وزير الشؤون الاجتماعية والعمل                     |
| محمد سالم بن حفيظ       | وزير الصحة العامة والسكان                         |
| أحمد محمد حامد          | وزير الإعلام                                      |
| يحيى بدر الدين الحوثي   | وزير التربية والتعليم                             |
| حسين علي حازب           | وزير التعليم العالي والبحث العلمي                 |
| محسن علي النقيب         | وزير التعليم الفني والتدريب المهني                |
| جليدان محمود جليدان     | وزير الاتصالات وتقنية المعلومات                   |
| عبده محمد بشر           | وزير التجارة والصناعة                             |
| محمد محمد الزبيري       | وزير الثروة السمكية                               |
| نبيل عبد الله الوزير    | وزير المياه والبيئة                               |
| لطف علي الجرموزي        | وزير الكهرباء والطاقة                             |
| شرف علي القليصي         | وزير الأوقاف والإرشاد                             |
| غازي أحمد محسن          | وزير الزراعة والري                                |
| عبد الرحمن أحمد المختار | وزير الشؤون القانونية                             |
| حسن محمد زيد            | وزير الشباب والرياضة                              |
| ناصر محفوظ باقزقوز      | وزير السياحة                                      |
| عبد الله أحمد الكبسي    | وزير الثقافة                                      |
| محمد سعيد المشجري       | وزير المغتربين                                    |
| علياء فيصل الشعبي       | وزير حقوق الإنسان                                 |
| أحمد صالح القنع         | وزير الدولة لشؤون مخرجات الحوار والمصالحة الوطنية |
| علي عبد الله أبو حليقة  | وزير الدولة لشؤون مجلسي النواب والشورى            |
| فارس محمد مناع          | وزير الدولة                                       |
| رضية محمد عبد الله      | وزير الدولة                                       |
| عبيد سالم بن ضبيع       | وزير الدولة                                       |
| حميد عوض المزجاجي       | وزير الدولة                                       |
| عبد العزيز أحمد البكير  | وزير الدولة                                       |
| نبيه محسن أبونشطان      | وزير الدولة                                       |